# Roland Garros 2000 (jeu vidéo)
Pour les articles homonymes, voir Roland Garros (homonymie).
Ne doit pas être confondu avec Internationaux de France de tennis 2000.
Roland Garros 2000 (ou Open Tennis 2000) est un jeu vidéo de sport (tennis) développé par Carapace et Visual Impact et édité par Cryo Interactive, sorti en 2000 sur Windows et Game Boy Color. Le jeu est sous licence officielle des Internationaux de France de tennis.

## Accueil
- Eurogamer : 6/10 (PC)[1]
- Jeuxvideo.com : 13/20 (GBC)[2]